# Darwinella dalmatica
Darwinella dalmatica är en svampdjursart som beskrevs av Topsent 1905. Darwinella dalmatica ingår i släktet Darwinella och familjen Darwinellidae. Inga underarter finns listade i Catalogue of Life.